# Missione Giotto
Giotto è stata una missione Europea dell'Agenzia Spaziale Europea progettata per raggiungere e studiare la cometa di Halley.

## Missione
Il 13 marzo 1986, Giotto si è avvicinata a 596 chilometri di distanza dal nucleo della cometa.
La sonda Giotto dell'Agenzia Spaziale Europea era progettata per studiare la cometa di Halley. La sonda prende il nome dal pittore medioevale Giotto. Egli osservò la cometa di Halley nel 1301 e da questa prese l'ispirazione per la stella di Betlemme raffigurata nella "Natività" della cappella degli Scrovegni.
Originariamente avrebbe dovuto esserci una sonda statunitense a raggiungere la cometa insieme alla sonda Giotto, ma tagli di bilancio costrinsero la NASA ad annullare il progetto e a limitarsi al riutilizzo della sonda ISEE-3 (in seguito ribattezzata ICE), per effettuare delle misure da lontano. Inoltre, quando la cometa di Halley si sarebbe trovata in prossimità della Terra,  erano previste misurazioni scientifiche utilizzando gli strumenti installati a bordo dello Shuttle, ma il disastro del Challenger impedì la realizzazione della missione.
Il programma di ricerca scientifica si è basato totalmente sull'utilizzo di sonde. Vennero mandate cinque sonde per studiare la cometa: la sonda Giotto, due sonde dall'Unione Sovietica, Vega 1 e 2 e due sonde dal Giappone, Sakigake e Suisei. Il piano prevedeva che le sonde giapponesi e la sonda americana International Cometary Explorer avrebbero studiato la cometa da lontano, seguite dalle sonde russe, che avrebbero individuato la posizione precisa del nucleo e avrebbero fornito alla sonda Giotto misure precise per meglio indirizzare la sonda e i suoi strumenti. Poiché Giotto sarebbe passata molto vicino al nucleo della cometa, era opinione diffusa all'ESA che la sonda non sarebbe sopravvissuta all'incontro, per via dei molti microimpatti che avrebbe subito. L'insieme delle sonde veniva indicato come l'armata Halley.

## La sonda
La sonda derivava dal satellite di ricerca GEOS, sviluppato dalla British Aerospace: era un cilindro di 110 cm di lunghezza e 185 cm di diametro, con 3 piattaforme interne; il cilindro terminava con un treppiede al di sotto del quale era posizionata l'antenna, per una altezza totale di 285 cm.
Il razzo principale era posizionato al centro del cilindro, con l'ugello che sporgeva da sotto.
Lo scudo protettivo esterno era uno scudo di Whipple, formato da uno strato di alluminio spesso 1 mm e da uno strato di kevlar spesso 12 mm, separati da uno spazio vuoto di 25 cm che avrebbe dovuto essere in grado di resistere all'impatto con particelle fino a 1 g di massa.
L'antenna ad alto guadagno, di 1,5 m di diametro, operava nella banda X (facente parte delle microonde) ed era inclinata in modo da puntare costantemente verso la Terra.
L'equipaggiamento scientifico era composto da una telecamera, spettrometri di massa, misuratori di impatto, di energia, analizzatori di ioni, e altri ancora.
Il computer di bordo fu fornito dalla allora LABEN di Milano (ora integrata in Thales Alenia Space con sede in Gorgonzola (MI)).

## Cronologia della missione

Schema delle orbite

La missione viene approvata dall'ESA nel 1980 e lanciata dal razzo Ariane 1 (volo 14v) il 2 luglio 1985 da Kourou.
La missione sovietica Vega 1 iniziò a fornire immagini della cometa il 4 marzo 1986 e fu in assoluto la prima a fornire immagini del suo nucleo. Il suo flyby avvenne il 6 marzo, mentre il flyby di Vega 2 avvenne il 9 marzo.
Giotto passò ad appena 596 km dal nucleo della cometa il 13 marzo 1986, ad una distanza di 0,89 au dal Sole e a 0,98 UA dalla Terra. A dispetto delle aspettative, sopravvisse all'incontro nonostante l'impatto con diversi corpuscoli. Un impatto ne modificò però l'asse di rotazione, cosicché l'antenna non restò più costantemente puntata verso la Terra e, soprattutto, la nuova angolazione non consentiva più allo scudo anti-polveri di proteggere gli strumenti. Dopo 32 minuti la sonda si ristabilizzò, grazie al computer di bordo progettato anche per fronteggiare questa evenienza dalla allora LABEN di Milano (oggi Thales Alenia Space Italia, con sede a Gorgonzola), e riprese a raccogliere e inviare dati scientifici.
Un altro impatto distrusse l'Halley Multicolor Camera, ma non prima che lo strumento avesse ripreso spettacolari immagini ravvicinate del nucleo.
La traiettoria di Giotto venne modificata per permetterne il ritorno alla Terra e gli strumenti scientifici vennero spenti il 15 marzo 1986 alle 2:00 UTC.
Il 2 luglio 1990 raggiunse la Terra, passando ad una distanza minima di circa 16300 km alle 10:01:18 UTC e compiendo fra gli altri anche un esame del campo magnetico terrestre. Venne quindi reindirizzata verso la sua prossima cometa.
Giotto ha incontrato la Cometa Grigg-Skjellerup il 10 luglio 1992, arrivando con una velocità relativa di 13,99 km/s, ad una distanza minima di circa 200 km dalla cometa. In quel momento la distanza dal Sole era di 1,01 UA e dalla Terra era di 1,43 UA.
Il 23 luglio 1992 gli strumenti vennero nuovamente spenti.
Il 1º luglio 1999, approssimativamente alle 2:40 UTC, la sonda Giotto ha raggiunto nuovamente la Terra ad una distanza minima di circa 219000 km con una velocità relativa di circa 3,5 km/s.

## Risultati

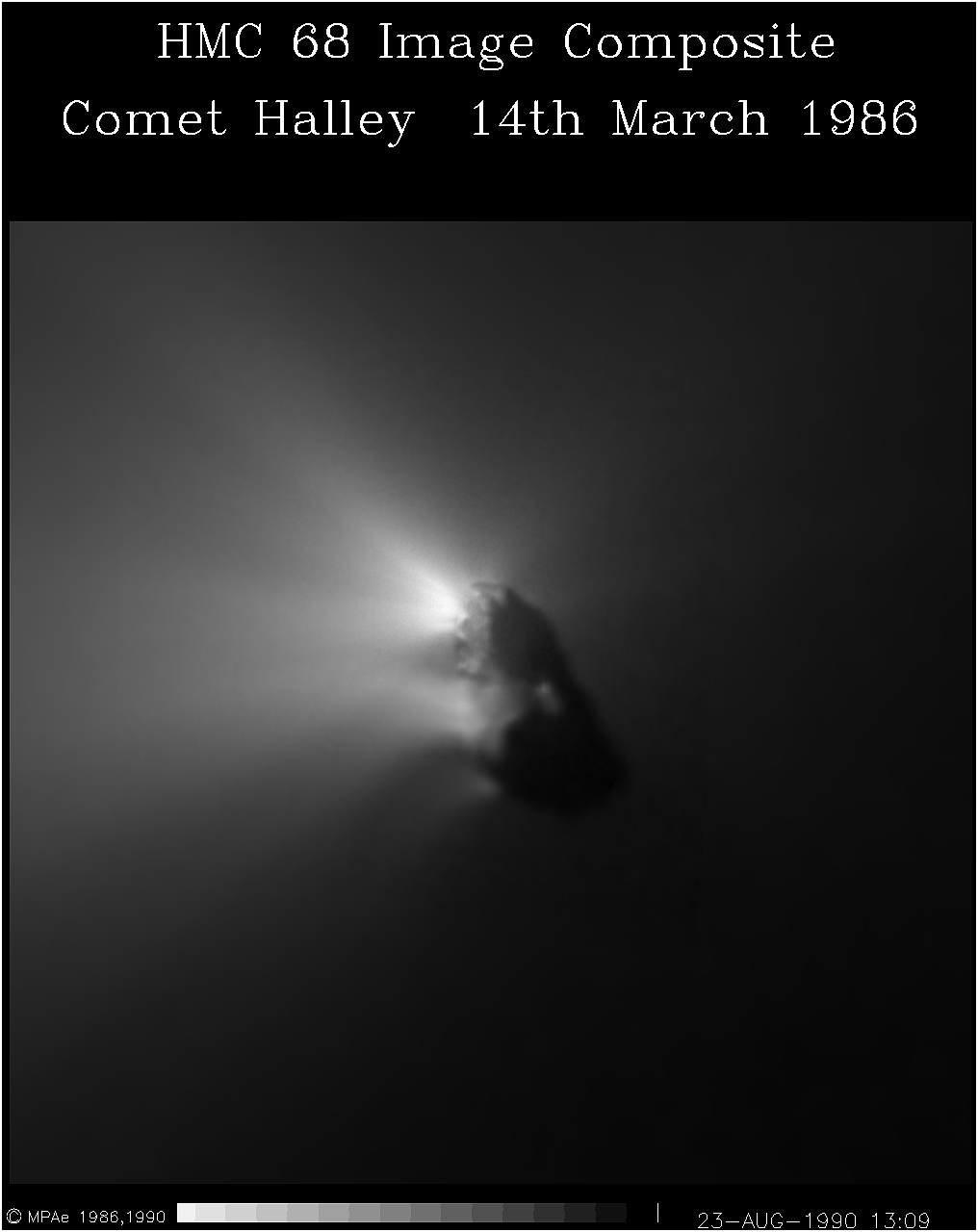
L'immagine della Cometa di Halley ripresa dalla sonda Giotto da 2000 km di distanza, il 14 marzo 1986.

Le immagini hanno mostrato che il nucleo della cometa è formato da un corpo scuro a forma di arachide lungo 15 km e spesso 10 km. Solo il 10% della superficie era attiva, con tre violenti getti nel lato illuminato dal Sole. Le analisi hanno determinato che la cometa si è formata 4,5 miliardi di anni fa, con l'accumularsi di ghiaccio su polvere interstellare e che, dalla sua formazione, il nucleo è rimasto sostanzialmente immutato.
Del materiale espulso dalla 1P/Halley, l'80% del volume è acqua, il 10% è ossido di carbonio e il 2,5% è un insieme di metano e ammoniaca. Sono state individuate tracce di idrocarburi, ferro e sodio.
Il nucleo della cometa è più scuro della fuliggine, il che fa pensare che possa essere ricoperto da uno spesso strato di polvere.
La superficie del nucleo era porosa e la densità massima stimata era di 0,3 kg/m³.
La quantità di materiale espulso dalla cometa era di circa 3 t per secondo dai sette getti: la ridotta quantità di materiale espulso dalla cometa le ha consentito una lunga vita.
La polvere espulsa dalla cometa aveva una densità paragonabile a quella del fumo di sigaretta: i frammenti maggiori pesavano circa 40 mg. Anche se non si è potuto misurare il peso del frammento che ha fatto deviare l'asse di rotazione di Giotto, si stima che il frammento pesasse tra 0,1 e 1 g.
Due tipologie di polvere sono state individuate: la prima era composta da carbone, idrogeno ossigeno e azoto; l'altra era formata da calcio, ferro, magnesio, silicio e sodio.
Il rapporto delle quantità di elementi leggeri nella cometa, escluso l'azoto (ovvero idrogeno, carbonio, ossigeno) era lo stesso di quello del Sole. Ciò implica che i costituenti della cometa sono fra i più antichi nel sistema solare.
Lo spettrometro al plasma e agli ioni ha mostrato che Halley ha una superficie ricca di carbonio.